# Kotabumi (kabupatenhuvudort i Indonesien)
Kotabumi är en kabupatenhuvudort i Indonesien.   Den ligger i provinsen Lampung, i den västra delen av landet, 270 km nordväst om huvudstaden Jakarta. Kotabumi ligger 37 meter över havet och antalet invånare är 42 366.
Terrängen runt Kotabumi är platt, och sluttar norrut. Runt Kotabumi är det tätbefolkat, med 511 invånare per kvadratkilometer. Det finns inga andra samhällen i närheten. Omgivningarna runt Kotabumi är en mosaik av jordbruksmark och naturlig växtlighet.